# Сегондинка
Сегондинка (Сегойдинка) — река в России, протекает по Верхнекетскому району Томской области. Устье реки находится в 420 км по правому берегу реки Кеть. Длина реки составляет 29 км.

## Данные водного реестра
По данным государственного водного реестра России относится к Верхнеобскому бассейновому округу, водохозяйственный участок реки — Кеть, речной подбассейн реки — бассейн притоков (Верхней) Оби от Чулыма до Кети. Речной бассейн реки — (Верхняя) Обь до впадения Иртыша.